# Xylotrechus demonacius
Xylotrechus demonacius är en skalbaggsart som beskrevs av Charles Joseph Gahan 1907. Xylotrechus demonacius ingår i släktet Xylotrechus och familjen långhorningar. Inga underarter finns listade i Catalogue of Life.